# Payukosap Lake
Payukosap Lake är en sjö i Kanada.   Den ligger i provinsen Manitoba, i den centrala delen av landet, 2 100 km nordväst om huvudstaden Ottawa. Payukosap Lake ligger 322 meter över havet. Arean är 0,27 kvadratkilometer. Den ligger vid sjöarna  Mitatut Lake och Nesosap Lake. Den sträcker sig 0,8 kilometer i nord-sydlig riktning, och 0,7 kilometer i öst-västlig riktning.
I omgivningarna runt Payukosap Lake växer i huvudsak barrskog. Trakten runt Payukosap Lake är nära nog obefolkad, med mindre än två invånare per kvadratkilometer.